# Disneyland Resort Paris
Disneyland Resort Paris – czwarty otwarty na świecie park rozrywki Walta Disneya. 
Otwarty 12 kwietnia 1992 roku pod nazwą Euro Disney Resort. Nazwę zmieniono w 1994 roku, by pasowała do romantycznego obrazu związanego z Paryżem. Kompleks położony jest na przedmieściach Paryża w miejscowości Marne-la-Vallée - 30 km na wschód od stolicy Francji. Zarządzany jest przez spółkę Euro Disney SCA, w której udziały posiada The Walt Disney Company. W 2011 park odwiedziło 16 milionów gości, a od 1992 270 milionów gości. Oblicza się, że Disneyland Paris przyniósł gospodarce Francji 50 miliardów euro wartości dodanej.

## Resorty
Bawić się można w 2 parkach tematycznych: Disneyland Park oraz Walt Disney Studios. Poniżej podano ich najważniejsze atrakcje. Do 2022 planowane jest uruchomienie trzeciego parku o powierzchni 120 ha.
Sposób w jaki opisywane są poniżej atrakcje:
- Numer nazwa -  opis.

Atrakcje oznaczone na mapie parku jako "nie przegap" / Atrakcje nie oznaczone na mapie parku jako "nie przegap".
np.:
- 2 Disney Railroad - Main Street Station -  stacja kolejki, która wozi chętnych dookoła Disneyland Park.

lub
- 17 La Cabane des Robinson - dom na drzewie zamieszkany przez Rodzinkę Robinsonów.

### Disneyland Park
Disneyland Park jest podzielony na 5 tematycznych krain:

#### Main Street. U.S.A.
Główna Ulica - to amerykańska ulica małego miasteczka z początku XX wieku. Dominują tu wiktoriański styl i słodkie kolory. To pierwsza część Parku, tuż za wejściem, główna droga łącząca wszystkie krainy. Tędy przebiegają trasy wielu parad.
- 2 Disney Railroad - Main Street Station -  stacja kolejki, która wozi chętnych dookoła Disneyland Park.

#### Frontierland
Pogranicze - to kraina Dzikiego Zachodu. Przygotowana jest dla starszych dzieci, które mogą tu znaleźć: 
- 9 Phantom Manor - Dom Strachów z XIX wieku,
- 10 Thunder Mesa Riverboat Landing - parowe statki pływające po sztucznym jeziorze,
- 12 Big Thunder Mountain - górnicza kolejka górska pomiędzy czerwonymi skalistymi wzgórzami na sztucznym jeziorze,
- 13 Pocahontas Indian Village - miasteczko Pocahontas.

#### Adventureland
Kraina Przygody - to kraina podróżników i przygody oraz odkrywców. Najciekawsze atrakcje:
- 20 Indiana Jones and the Temple of Peril - rollercoaster Indiany Jonesa,
- 22 Pirates of Caribbean - Piraci z Karaibów,
- 17 La Cabane des Robinson - dom na drzewie zamieszkany przez Robinsonów.

#### Fantasyland
Kraina Fantazji - to najbardziej bajkowa (kreskówkowa) z krain, przygotowana przede wszystkim dla najmłodszych.
- 27 Peter Pan's Flight - lot Piotrusia Pana,
- 32 Mad Hatter's Tea Cups - popularne filiżanki,
- 35 "It's a Small World" - miniaturowa podróż dookoła świata,
- 23 Sleeping Beauty Castle - Zamek Śpiącej Królewny,
- 26 Le Carrousel de Lancelot - karuzela Lancelota,
- 30 Dumbo the Flying Elephant - karuzela latający słoń Dumbo,
- 31 Alice's Curious Labyrinth - labirynt Alicji w Krainie Czarów.

#### Discoveryland
Kraina Odkryć - to przede wszystkim "kosmiczna" i futurystyczna kraina:
- 37 BuzzLightyear Laser Blast - zabawa z Toy Story 2: pokonaj Zurga i innych przeciwników Buzza Astrala,
- 42 Star Tours - wyprawa statkiem kosmicznym (symulator ruchu),
- 46 Space Mountain: Mission 2 - kosmiczny rollercoaster,
- 47 Autopia - przejażdżka samochodzikami z lat 50. XX w.,
- 38 Orbitron (Machines Volantes) - karuzela "międzyplanetarna",

### Walt Disney Studios
Park Walt Disney Studios podzielony jest na 4 strefy, obrazujące powstawanie różnego typu filmów:
- Front Lot - "wejście" - zdjęcia, wystawy, bary
- Toon Studio (wcześniej - Animation Courtyard) - kulisy przygotowywania filmów animowanych, a także dwie atrakcje dla młodszych turystów - mały rollercoaster z Nemo i wyścigi Aut
- Production Courtyard - strefa kulis kręcenia filmów - Wieża z filmu "Strefa mroku", pokaz starych filmów, specjalny pociąg pokazujący różne techniki efektów specjalnych w plenerze.
- Backlot - to świat efektów specjalnych, m.in. motorowe pokazy kaskaderskie i powstawanie efektów specjalnych do takich filmów, jak Armageddon.

### Disney Hotels
Hotele dla gości parku utrzymane w bajkowym klimacie.

### Disney Village
Wioska Disneya z campingiem i  ze sklepami.

### Golf Disneyland
Pole golfowe.